# Zang Tumb Tumb
„Zang Tumb Tumb“, срещано и като „Zang Tumb Tuuum“ (на български: Дзън Туп Туууп, Бум-тряс-прас), е звуково поетично и конкретно поетично произведение на италианския футурист Филипо Томазо Маринети. Части от него се публикуват в периодичния печат между 1912 – 1914 година, когато е издадено като художествена книга в Милано. Поемата е свидетелство за Обсадата на Одрин през Балканската война, по време на която Маринети е военен кореспондент на вестник „L'Intransigeant“. Поемата използва т.нар. Parole in libertà (бувкално Думи на свобода), творческа типография и други поетични импресии за пресъздаване на битката, включително звуци на топовни гърмежи и експлозии. Поемата е пример за модернистко изкуство от началото на 20 век, оказала огромно влияние върху зараждащия се европейски авангарден печат.
На български за пръв път откъси от поемата се появяват през 1922 г. в издаваното от Кирил Кръстев в Ямбол списание Crescendo, 

## Цитати
| „ | ... необходимо е да съобщим на Европа за положението, този мост, широк 8 метра, не е взривен от турците, тези телефонни жици са ползвани от българските офицери да събират на турски език сведения от турските офицери в Одрин, скоро, много скоро великите сили ще трябва да вържат четирите кучета – фокстериери, преди финалната касапница, нищо не може да спре балканския поток, потекъл по наклона на ислямската подлост, големите думи на международната политика са мрачен онанизъм на импотентната дипломация... | “ |

| „     | ... в стаята за цензура има съобщение ММ военните кореспонденти, които желаят да се върнат в Европа... и т.н. прочее значи не сме в Европа, това е добре или зле за българите, които са прави да презират пацифистка Европа... Жизнена раса, пренебрегва култа към мъртвите, гробищата са в безредие – без огради – истински публични домове за некрофили, всички пари се харчат за начални училища и за войската, никакъв вътрешен живот, никаква висша култура стоп, никакъв университет, малко библиотеки, малко учители, мислят само да орат много, но пък няма нито един неграмотен в селото, селяни, които могат да четат без носталгия, без традиция, без чувства МЪЖЕ градинари в Казалиек, дестилират розово масло те снабдяват Рю Де Ла Пе... те отиват бавно, за да спят, каруците са претоварени с рози. Благородството на биволите, наоколо, на 20 левги, е парфюмирано... | “ |
| [ 4 ] | |   |